# Something Better
Something Better är en låt av finska rockgruppen Softengine, som framfördes i Eurovision Song Contest 2014 i Köpenhamn i andra semifinalen den 8 maj. Därifrån tog de sig vidare till finalen som äger rum den 10 maj och där de fick en av de bästa placeringarna från Finland sedan Lordi vann 2006. Softengine fick 72 poäng och slutade på en delad 11:e plats tillsammans med Rumänien.